# 体罚

歐洲國家體罰的合法性:
禁止在學校與家庭實施體罰
只在學校禁止體罰

体罚或身體處分，是指通過對人身體的責罰來進行處罰的行為，不論時間長短，例如罰站、罰坐、雙腳并攏站立、打屁股、打手心、打手背、抽小腿、青蛙跳、懲罰式仰卧起坐、蹲著、半蹲、也有增加受罰者的羞辱，脫掉褲子打屁股、在升旗時在司令台旁半蹲等、鞭打腳底、只穿內褲/全裸罰站，甚至成人及各種教職員有權用軟彈玩具槍嚟掹槍等，面壁思過

明令禁止體罰的國家

未成年人体罚法律
完全非法
家庭内合法
家庭内及私立学校合法
家庭内及学校（公立、私立）合法
家庭内、学校及司法上合法

體罰有人支持，也有人反對。各國的執行形式也不一致，有些國家更已立法禁止，有些國家仍然常用。另外雖然研究認為實行體罰會導致更多行為問題，中華民國也曾有議員指出，在禁止校園體罰後青少年犯罪率下降；然而至少在中華民國，在校園零體罰實行後，幾乎所有的教師認為禁止體罰導致學生出現更多行為問題；此外，一份調查指出，在中華民國，雖然超過七成的人曾因體罰而有不愉快的回憶，但同時也有超過一半的人認為不該完全禁絕體罰。

## 對人的心理影響
目前對體罰的影響，多半針對成人對兒童的體罰進行；而研究指出，即使排除了虐待兒童的情況，體罰仍對兒童造成許多不良影響，包括較高的侵略性和反社會行為、較低的道德內化、較高的犯罪率、較差的親子關係、較高的壓力和憂鬱傾向等等，而且體罰的負面影響是長期、持續且不分家庭所屬的文化或種族背景的。會使用體罰的家長虐待小孩的機會較高，有目的的體罰管教有時會演變成不合理的虐待，而曾經被體罰的小孩在成為父母後，不但體罰自己小孩的機會較高，會家暴虐待小孩或伴侶的機會也較高。體罰唯一的正面效果是讓子女在短期內聽話；此外雖然理論上體罰和虐待兒童可以有所區別，因此不應該任意混同、將體罰給無限上綱成虐待兒童；但一些研究發現，適當體罰造成的影響，和虐待兒童並無兩樣，也就是說，不論適當與否，體罰在實質上等於虐待兒童，這結果為後設分析所支持。 
一些人可能會認為說「體罰導致兒童更多的不良行為」是顛倒因果，真正的因果關係應該是「兒童更多的不良行為導致更多的體罰」；然而研究顯示，體罰和不良行為間的關係，確實是「體罰導致兒童更多的不良行為」，而非「兒童更多的不良行為導致更多的體罰」，且「體罰導致兒童更多的不良行為」這點，有後設分析支持；此外，即使在控制家長社會地位等各種可能對兒童行為造成影響的變因後，「體罰導致兒童更多的不良行為」這點依舊成立，也就是體罰本身確實會導致兒童更多的不良行為，且其不良影響不能用任何其他可能的原因解釋；也有研究認為，關懷和監督並重的教育策略可以有效降低霸凌事件的發生率，而排斥、放任以及體罰與霸凌發生率呈正相關關係。
一些較早期的研究指出，體罰在不同族群的小孩中有不同的效果─在白人當中，體罰導致兒童更多的不良行為，而在黑人中，體罰導致兒童更少的不良行為，也就是文化差異可能導致體罰效果的不同；但較新的研究指出，不論在哪個族群當中，體罰在事實上都導致兒童更多的不良行為，也就是體罰的負面效應可能不會因為文化差異而有所不同。
此外，研究發現，就算在體罰後家長展現愛與關懷也無濟於事，甚至這樣做法反而會加深傷害、讓子女變得更加焦慮，也就是說，體罰造成的負面影響可能至少一部份是無法用別的方法補救的。
不過在另一方面，雖然在中華民國曾有議員指出校園零體罰後，青少年犯罪率降低，但民調顯示在校園零體罰十幾年後，依舊有超過六成的民眾不贊成零體罰，更有四成的民眾認為體罰是必要的管教手段；另外在中華民國實行校園零體罰後，絕大多數的老師都認為禁止老師體罰學生導致校園霸凌變得更加嚴重。在2011年，一項針對教師的調查顯示，九成六的教師認為零體罰，或至少缺乏配套的零體罰，導致學生更多行為問題，且有五十二．六％支持廢除零體罰政策，因此不能輕易斷定取消體罰必然會減少未成年人的行為問題。
研究指出，社會分層度和政治整合度較高的社會較可能使用體罰，好讓小朋友能適應有著較高權力不平等的社會。

## 体罚的类型

### 司法上對成人的体罚
体罚可以是对罪犯施行的一种正式惩罚（身體刑，與自由刑、財產刑並列），如鞭笞，也包括对肉体的伤害（肉刑）。是古代社会中常见的刑罚。目前在世界上还存在，如实行沙里亞法規的伊斯兰国家对盗窃处以砍手的刑罚和新加坡的鞭笞。某些國家用法制化的笞打處罰違規的在監犯人。监狱中的犯人或羁押中的嫌疑人也可能遭到狱警或同监人员不属于合法行为的体罚（这些体罚被认为是侵犯了被体罚者的人权，比如美國官兵對伊拉克俘虜的虐待就屬這類）。

#### 英國體系
caning（譯為打藤；笞刑；鞭笞；打鞭；鞭刑）是英國法制的身體刑。英國於1948年廢除笞刑，在許多殖民地仍保留，英屬香港1990年廢除笞刑。
魯迅《而已集·略談香港》提到打藤；笞刑：「判笞十二藤」、「還在那裡被抽藤條」。《而已集·談「激烈」》（在〈略談香港〉這篇以后寫的））這篇作品裡批評了英屬香港1865年起就有的打藤刑罰：「今天正是正當的，明天就變犯罪，藤條打屁股。」
英制的打藤都是藤條打屁股，只打男的。刑前經醫師檢查身體狀況，要等到身體能負荷才動刑。受刑人全身赤裸，固定在刑台上被打。新加坡和馬來西亞獨立后仍保留打藤刑罰。英制監所中，打藤也作為自由刑受刑人的違規處罰方式。1974年起，香港懲教署用打籐處罰違規的犯人。

#### 伊斯蘭體系
部份伊斯兰国家（如巴基斯坦和一些阿拉伯國家）施行以工具打背部的刑罰，少數伊斯蘭國家還保有砍手（沙特阿拉伯等）、打背部等刑罰。

#### 東亞體系

##### 中國
中國古代多朝的法制都有體罰，主要是打屁股，也有打背部和臀部。
班固《漢書·東方朔傳》写道：「上令倡監榜舍人，舍人不勝痛，呼謈。朔笑之曰：「咄！口無毛，聲謷謷，尻益高。」舍人恚曰：『朔擅詆欺天子從官，當棄巿。』上問朔：『何故詆之？』對曰：「臣非敢詆之，乃與為隱耳」。上曰：『隱云何？』朔曰：『夫口無毛者，狗竇也；聲謷謷者，鳥哺鷇也；尻益高者，鶴俛啄也。』」寫到漢武帝劉徹的親信郭舍人被打屁股的情形。
劉知幾《史通》自敘：「予幼奉庭訓，早游文學。年在紈綺，便受《古文尚書》。每苦其辭艱瑣，難為諷讀。雖屢逢捶撻，而其業不成。」中国鞭刑主要用於男性，行刑時受刑人往往還要脫掉褲子，光着屁股趴在刑凳上被抽鞭子，明代的廷杖頗有代表性。
流傳久遠的京劇《宋士杰》揭露了體罰的殘酷面：庶民只要上堂告狀，就要先打40大板，主人公訟師宋士杰替楊素貞告狀，挨了40板，打得流血，后叫楊素貞的乾哥哥楊春攔轎喊冤，大人（毛朋）下令「拉下去打」，楊春急中生智，大叫「異鄉人好命苦」，大人可憐他，下令不打，宋士杰看楊春走路沒有異樣，以為「狀紙不曾遞進」，楊春弄清楚乾爸爸宋士杰要他代為告狀是因為自己年輕經得起打，笑說差點「兩條腿都打爛了。」
20世紀上海京劇院新編古裝京劇《貍貓換太子》用詼諧的手法諷刺肉刑：丑角范仲華代養母告狀，上堂請太爺打屁股。
取材自《水滸傳》的京劇《打魚殺家》，男主角蕭恩被奸官枉屈，責打40大板，憤而偕女蕭桂英殺賊官的全家。馬連良、張君秋合演的電影版《漁夫恨》（白沉執導）裡，有男主角被打得坐不下去的描寫。
周作人《雨天的書·破腳骨》寫無賴子「往往大言于茶馆中云，『屁股也打过，大枷也戴过』」。
魯迅的許多著作裡批評了打屁股的刑罰，例如：
- 《墳·論“費厄潑賴”應該緩行》：「民國的法律是沒有笞刑的，倘有人以為肉刑好，則這人犯罪時就特別打屁股。」
- 《花邊文學·洋服的沒落》：「脖子最细，发明了砍头；膝关节能弯，发明了下跪；臀部多肉，又不致命，就发明了打屁股。」
- 《花邊文學·玩笑只當他玩笑（下）》：「我曾經從生理學來證明過中國打屁股之合理：『假使屁股是為了排泄或坐坐而生的罷，就不必這麼大，腳底要小得遠，不是足夠支持全身了麼？我們現在早不吃人了，肉也用不著這麼多。那麼，可見是專供打打之用的了。有時告訴人們，大抵以為是『幽默』。但假如有被打了的人，或自己遭了打，我想，恐怕那感應就不能這樣了罷。』」
- 《三閒集·新月社批評家的任務》：「但大老爺要打鬥毆犯人的屁股時，皂隸來一五一十的打，難道也算犯罪麼？」；「刽子手和皂隶既然做了这样维持治安的任务，在社会上自然要得到几分的敬畏，甚至于还不妨随意说几句话，在小百姓面前显显威风，只要不大妨害治安，长官向来也就装作不知道了。」
- 《兩地書·35·致許廣平》：「『遺老』有罪，即該用清朝法律：打屁股。因為這是他所佩服的。」

##### 朝鮮
古代朝鮮受中國影響，也有脫褲子打屁股的刑罰。

##### 日本
日本在明治維新前，有仿自中國唐律的笞刑，打屁股。
直至明治維新，日本推行文明開化，下令廢止笞刑。1904年1月，台灣總督府律令第1號發布《罰金及笞刑處分例》並制訂《罰金及笞刑處分例施行細則》，於法例明定「應科處3個月以下自由刑、或100元以下財產刑之台灣人之犯罪，得處以笞刑；若先前被處財產刑卻未能繳清者，得經折算執行笞刑。」（见王泰升《台灣法的近代性與日本殖民統治》）根據台灣行政院文化建設委員會編輯出版的《台灣歷史辭典》「笞刑執行中止」條：每次笞刑行刑前，都要醫師會診，如果判斷出受刑人身體不堪負荷，要等到身體狀況許可才可動刑，每次笞打最多不能超過25下、最多可分4次，该法案根据後藤新平參考清帝國的打屁股肉刑和英國殖民地的英國式藤條打屁股研擬而成。
1921年5月1日，時任總督田健治郎下令廢止《罰金及笞刑處分例》。刑具是竹板，受刑人脫掉褲子，光著屁股，捆綁在刑台上，打屁股。
1910年日本併吞朝鮮后，在1912年發布《朝鮮笞刑令》和《朝鮮笞刑令施行規則》，在日治朝鮮半島施行笞刑，1920年4月1日，大正天皇頒布《朝鮮笞刑令廢止制令》，明令廢止笞刑。科處3個月以下自由刑、或100元以下財產刑的犯罪，得易科處以笞刑，1日拘留或1元罰金易科1下笞刑，打屁股，且限打16歳以上60歳以下的男性朝鮮人。刑前和執行中都要醫師會診，確認身體狀況，每次不能超過30下。日本各殖民地的笞刑行刑過程不公開（英國各殖民地、前殖民地的笞刑也是）。

### 軍隊裡對成人的体罚
在許多國家地區的军队中也存在体罚下级军人的情况。

#### 中國大陸
打屁股曾長期作為一種專人執行的處罰方式，偶有突發性的拳打、掌摑、腳踢。這些處罰方式（主要是打屁股）在部隊裡曾經非常普遍，當時被稱為「肉刑」（是體罰的同義詞）
沈從文的《從文自傳》裡提到當年他在軍閥部隊吃糧當兵的時候，上級就警告：「胡來亂為的，要打屁股。」他所在的部隊「不作興挨打」，較常被打屁股只有伙夫，處罰的時候要脫褲子，露出屁股，打在光屁股上。
肉刑也曾經是蘇區（中華蘇維埃共和國）紅軍的例行處罰方式。
毛澤東在江西革命的時候，便非常關注這個問題，寫了《废止肉刑问题》這篇著作（收在8卷本《毛澤東文集》第1卷）。他在這篇著作裡明白提出了肉刑發生的許多影響：「发现过3次自杀事件(排长1士兵2)」、「凡打人最厉害的，士兵怨恨和逃跑的就越多」、「士兵感觉没有出路，充满了怨恨空气」。他还通過種種改革：修改《红军惩罚条例》（從這裡可以看出条例原先有肉刑的相關條文）、由最高军政机关会衔发布废止肉刑的通令，并颁布新的《红军惩罚条例》等來消滅肉刑；同時由上而下做了大量思想工作。
1943年8月13日，彭德懷在八路軍的幹部會議上發言《為什麼在我們革命部隊裡禁止打人》（收入《彭德懷軍事文選》）。從他的發言可以看到人民軍隊對“废止肉刑”做了許許多多工作：「1928年，毛泽东同志就提出“废止肉刑”。1929年，红四军第9次党代表大会又有“废止肉刑”的正式决议。禁止打骂，早已成为我们部队裡必须遵守的1种制度。而且10几年来还经常不断地进行反对打骂的教育。」但是他同時也承認「直到现在这种打人的现象，在我们部队裡还未彻底肃清」（這篇發言的起因是1位警卫连长为了惩罚1个战士偷人民的东西，犯了打人的错误）。
中國國民黨國軍的打屁股處罰，在曾參軍的蔡文甫、王鼎鈞等作家的回憶錄裡都有相關記述（詳見王鼎鈞回憶錄《關山奪路》；蔡文甫回憶錄《天生的凡夫俗子》）。王鼎鈞回憶打屁股處罰時「朝這人的口中塞一塊軟木，防他因疼痛咬斷舌頭，又在他小腹底下墊一個枕頭，防他疼痛時擠破睪丸。」拳打、掌摑、腳踢在國民黨軍中非常盛行，王鼎鈞回憶（上級）「管打耳光叫燒餅，管拳頭叫麵包，管腳踢叫火腿」。

#### 日本
大日本帝國時代，打屁股和徒手的拳打、掌摑、腳踢都是常見的處罰，在當時的部隊、軍事學校、兵工廠都很常有。彭炳耀回憶錄《造飛機的日子》便提到在日本造飛機的台灣少年工受到的種種體罰。
日治時代當過日本兵的東俊賢在《東俊賢回想錄》裡寫到日本海軍的改心棒（日语：ケツバッターKETSUBATTA，係質地硬實的木棒）處罰（制裁）：連續猛烈痛打屁股（這種處罰盛行於簡稱預科練的日本海軍預科練習生，然不限於海軍，作為兵工廠少年工的彭炳耀也寫到了改心棒）。
日本從唐律移植的打屁股笞刑在明治維新初期，推行文明開化而廢止了。刑法沒有笞刑以后，軍隊內部打屁股的制裁（處罰），到昭和年間都存在。
軍隊、團體、社團活動等盛行學長學弟制的環境，學長（先輩）對學弟（後輩）的暴力體罰很多，日語維基百科指出可能和西方和殖民地的寄宿制中等教育學校；寄宿學校（以英國的公學如伊頓公学、羅格比公学、哈羅公学為代表）盛行的高年級學生（常稱prefect，譯為級長或學長）管教低年級學生有關。
這些學校不只有校長或得到授權的教職員可以執行打屁股處罰，也有高年級打低年級的情形。

#### 韓國
對男性實施兵役（徵兵制）的韓國，軍隊生活中長時間盛行上級軍人對下級軍人苛烈的體罰，有掌摑、拳打、腳踢等徒手進行的，還有命令受處罰的下級軍人手腳著地做成拱形，用棍子打屁股（手腳趴地屁股抬高被打是韓國部隊和學校甚至家庭盛行的男性對男性的處罰），在韓國的軍事教育影片中可見。韓國威權時代在高級中學配置軍訓教官，學校和軍隊的盛行體罰，有密切的交互作用。
在某些實施學長學弟制的團體、機構，有時也有比照部隊的打屁股處罰，見於影視作品中。

#### 新加坡
藤條打屁股是新加坡部隊的制式處罰。

### 体罚未成年人
对未成年人的体罚有两个来源：家庭内部（如来自父母）和教育机构（初、中等教育的教师），在世界各国都历史悠久。中国有“不打不成器”、“棒下出孝子”的说法，西方谚语亦有“免除棍子，寵壞孩子”(Spare the rod, spoil the child.)。
体罚未成年人的常见形式为用手脚殴打，用器物打、罚站、顶砖、罚跪、饿饭、罚劳动或身体运动、掌掴或令儿童自掴。廣東的現代家庭較常用雞毛帚子（藤條）鞭打方式教導孩子，故有「藤条焖猪肉」，「竹笋炒肉」比喻此類體罰。
造成明显身心伤害的体罚，不论来自父母或教育人员，均会被视为虐待儿童的犯罪。但世界各国对后果不大的体罚看法则有不同。有些欧洲国家禁止一切形式的体罚，其他国家或地区（除澳大利亚、香港、加拿大、法国、奥地利、日本和韩国外）则允许父母进行轻微体罚（例如用手心抽打屁股）。

#### 中國
中國古代有尊师重道的传统，依照天地君亲师的伦礼顺序，教师的地位与双亲近似。私塾教育体系中，即盛行打罵教育，用以彰显“师道尊严”。如《清語老乞大》裡就有提到：「到晚間在師傅面前抽籤背書，若能背時，師傅給一張免帖，若是不能背時，管理的生員叫他臥倒打三板。」這樣的內容。
胡適《幼的問題》文中批評：「受很嚴厲的責罰，輕的打手心，重的打屁股。有許多小孩子身體不好的，往往有被學堂磨折死的，也有得神經病終身的。」表示體罰對人有負面影響。
周作人回憶錄《知堂回想錄》說：「現今的小学生從書房裡解放了出來，再不必愁因為讀書不記得，屁股會得打的稀爛，可以種葱的那樣，這實在是很可慶幸的。」（周還引兒歌「《大學》《大學》，屁股打得爛落，《中庸》《中庸》，屁股打得好種葱！」，歌的詞句也有用「屁股打得鮮紅」代替的）　　　
胡適如果半開玩笑的批評人，常反諷地說「該打屁股」。
中国近代以后，普遍推行现代化教育，但教师对学生进行体罚仍是常见现象。2019年河南省栾川县的一件刑事案件中，提及当地教育体系中，老师体罚学生在1990年代是为常见，并受到家长的鼓励。此案的被告，自称在当年受到班主任过度体罚，以致在20年后报复班主任。

## 各國学校体罚現狀及態度

已经完全取消任何形式体罚的国家

欧洲明令禁止体罚状况图：
禁止体罚
禁止学校体罚

1989年通过的《联合国儿童权利公约》规定：“任何儿童不受酷刑或其它形式的残忍、不人道或有辱人格的待遇或处罚”。
波兰最早于1783年尝试禁止体罚，而最早正式施行禁止体罚的国家是瑞典，于1979年施行。挪威曾於2005年對輕微的家庭內體罰開禁，但是2010年再度完全禁止體罰。阿根廷、爱沙尼亚和尼加拉瓜已经于2014年通过禁止体罚的法令，而相應法令於2016年1月（阿根廷、愛沙尼亞）和2015年（尼加拉瓜）生效。
現時下列国家或地区完全禁止（或已頒布禁止體罰的法律）体罚儿童：
 瑞典（1979年）
 芬兰（1983年）
 挪威（1987年）
 奥地利（1989年）
 賽普勒斯（1994年）
 丹麦（1997年）
 拉脫維亞（1998年）
 （1999年）
 保加利亚（2000年）
 以色列（2000年）
 德国（2000年）
 （2002年）
 冰島（2003年）
 乌克兰（2004年）
 羅馬尼亞（2004年）
 匈牙利（2005年）
 希腊（2006年）
 法罗群岛（2007年）
 荷蘭（2007年）
 新西兰（2007年）
 葡萄牙（2007年）
 乌拉圭（2007年）
 委內瑞拉（2007年）
 西班牙（2007年）
 多哥（2007年）
 （2008年）
 摩尔多瓦（2008年）
 盧森堡（2008年）
 列支敦斯登（2008年）
 波蘭（2010年）
 突尼西亞（2010年）
 （2010年）
 刚果共和国（2010年）
 阿尔巴尼亚（2010年）
 南蘇丹（2011年）
 北馬其頓（2013年）
 （2013年）
 （2013年）
 馬爾他（2014年）
 巴西（2014年）
 玻利维亚（2014年）
 阿根廷（2014年）
 圣马力诺（2014年）
 尼加拉瓜（2014年）
 爱沙尼亚（2014年）
 安道尔（2014年）
 （2015年）
 愛爾蘭（2015年）
 秘魯（2015年）
 格陵兰（2016年）
 蒙古国（2016年）
 蒙特內哥羅（2016年）
 巴拉圭（2016年）
 斯洛維尼亞（2016年）
 立陶宛（2017年）
 南非（2017年）
 法國（2019年）
 日本（2020年）
。
普通藤鞭鞭打后，学生身上被鞭打的部位会留下红色的藤鞭痕迹。有些情况下，可能会造成学生皮肤红肿，流血，黑青。这些鞭伤可能会影响挨打的学生，因为她/他写字，坐下等动作都有难度，会让伤口更疼。

### 英聯邦國家

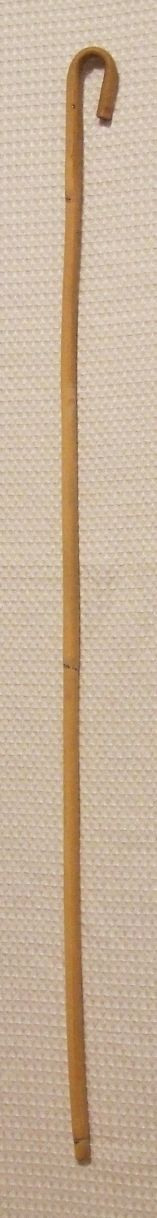
通常用来体罚学生的藤鞭

### 
在許多大英國協成員國，学校用打屁股處罰違反學校規條的青少年，現在則式微，許多英語系國家都已禁止。澳大利亞已在1980年禁止，紐西蘭在1990年禁止，南非在1997年禁止，美國有31個州及華盛頓哥倫比亞特區在2011年禁止。

#### 英国
在英國，学校昔日曾常用藤條抽打違反學校規條的青少年的手心或屁股，現已禁止。藤条通常用1米长，帶有彎把的桦，藤，或竹。这通常由校長或得到授權的其他學校職員，甚或高年級學生（學長；級長）執行。由于老师一天内惩罚的学生非常多，多数处罚都不记录下。
处罚的原因包括顶嘴，不明白老师教的课，迟到，课堂上讲话以及许多其他有时非常微不足道的事情。
另外，雖然英國政府尚未禁止家庭體罰，但英國父母普遍不會在家對子女使用體罰，而英國父母在公眾場合對子女使用體罰頗為罕見，這種情況與其他歐洲國家（包括西歐其他國家如德國和西班牙等；以及東歐巴爾幹半島國家如烏克蘭和阿爾巴尼亞等）也接近，原因是歐洲各國受西方觀念直接影響，父母對子女管教方式遠較香港、中國、南北韓為寬鬆，對子女使用體罰次數自然少，即使使用體罰也只會在家中發生。
在某些学校裡，学生会被一只橡胶地帆布鞋抽打。这通常被用在犯了小过的学生上。有些学校特别用布鞋处罚女生，藤条处罚男生。
在苏格兰，学校比较常使用一条厚皮带处罚学生。

#### 歐洲
在家庭方面，近現代歐洲幾乎所有國家的政府和國民都對兒童基本人權關注，加上自由民主概念也在歐洲得到廣泛接受，故自二戰結束後（特別是冷戰結束時至今）歐洲多國父母明顯地不再認同和不再對兒童使用任何體罰，目前即使在公眾場合歐洲父母大罵子女情況也很少見，因為他們認為在公眾場合大罵子女甚至對子女使用體罰會對子女成長帶來大量負面影響也是剝削子女基本人權行為。
在學校方面，二戰結束後的1945年至冷戰初期的確仍有大量歐洲國家容許老師對學生使用任何形式體罰，在資本和共產陣營國家也是如此，不過隨著冷戰時的資本主義國家政府更早意識到校園體罰對學生成長和學習皆弊多於利，所以在1970年代起西歐多國已著手廢除校園體罰制度；而冷戰時期的一眾東歐前共產國家因為經歷東歐民主化運動，亦開始在1990年代廢除校園體罰，目前除了沒有學校的梵蒂岡外，歐洲所有的國家都已經全面禁止校園體罰。
在法律方面，歐洲與南美洲一樣成為全球廢除所有方面體罰最多的地區，除了梵蒂岡外，歐洲所有的國家都已經全面禁止校園體罰。各方面的體罰在西歐大部分國家如西班牙、葡萄牙、法國、冰島等國家更是完全禁止，而英國、比利時等國家容許家庭體罰。而大部分的東歐和巴爾幹國家如阿爾巴尼亞、克羅地亞、羅馬尼亞等國家更是禁止各方面的體罰，只有少量東歐巴爾幹國家如俄羅斯、白俄羅斯、塞爾維亞等國家容許家庭體罰。

#### 新加坡
新加坡的學校允許對一些嚴重違反學校規條的青少年男生施行「藤條打屁股」（不鞭打女學生）的處罰。
犯了小过的男女学生会被要求罚站。
家长会用藤条抽打不听话、调皮捣蛋等的子女。
司法上，成年男性罪犯介于18至50岁，并且由医疗官员证实身体状况合适后才可以被执行鞭刑。

#### 马来西亚

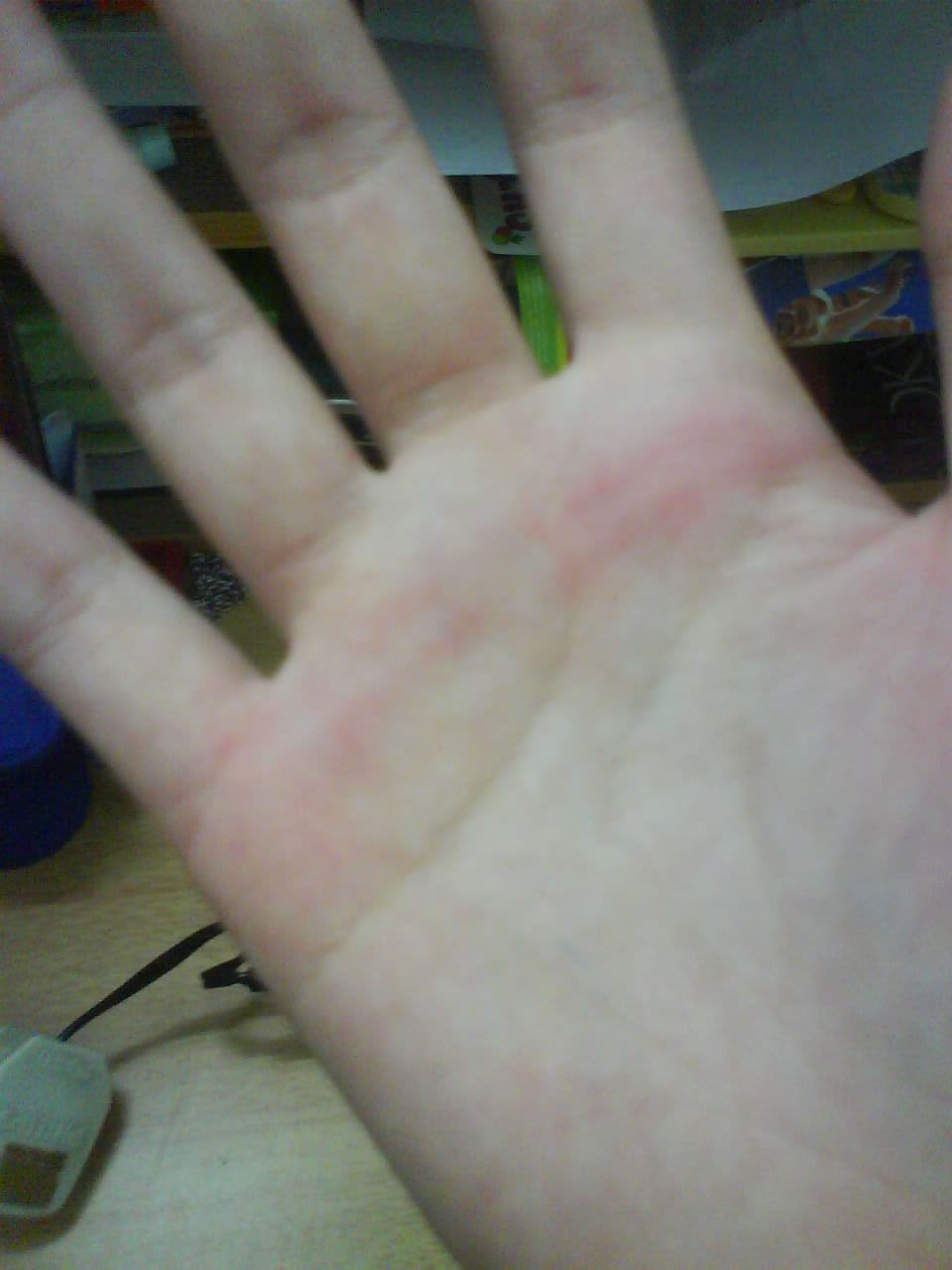
一个马来西亚女學生被鞭打手掌後的傷跡

马来西亚的学校允许老师使用藤鞭体罚犯了严重过错或者屡犯校规的学生。但是，在大多数数学校裡，犯了小錯的学生同样挨鞭。
马来西亚政府对学校体罚的指导方针写道女生不可被鞭打。但实际上，多数学校里的老师会不分男女地鞭打女学生。
藤鞭通常打在手心和臀部上，但可能会鞭打到手臂和大腿上。

#### 加拿大
加拿大禁止體罰，艾伯塔省及曼尼托巴省除外。
印度
印度法律上禁止体罚，但执法不严格，大多数印度学校仍然鞭打学生。男生和女生同样被处罚。 体罚的种类包括：鞭打学生的屁股，手心，罚学生做运动（例如公鸡蹲姿势）。

### 泰国
泰国法律上禁止老师体罚学生，但体罚男生和女生仍然常见。男女生被打同样普遍。通常老师会用藤条打在学生的屁股上。学生通常被要求站在课室全体学生前，面向同学/白板，在校服裤子或裙子上被老师用藤条打。少数，处罚包括罰站，绕着操场在太阳底下跑。通常被处罚的原因有：迟到，衣着不整齐，不做功课，成绩差。 犯了大过的学生通常会被打得比较重，鞭打的次数也更多（多过十次）。

### 越南
越南法律没有很清楚的禁止体罚学生。男女生被打同样普遍。因此，学校老师体罚学生很常见。学生通常被要到课室全体学生前，躺在桌上，或者，在校服裤子或裙子上被老师用藤条打。通常被处罚的原因有：不做功课，成绩差。

### 中國大陸
中国传统文化中，教师对学生拥有绝对权威，体罚学生是为常见。而随着现代化教育体系的建立，体罚学生成为法律禁止和有违道德的事情。《中华人民共和国未成年人保护法》规定：“学校、幼儿园的教职员应当尊重未成年人的人格尊严，不得对未成年学生和儿童实行体罚、变相体罚或者其他侮辱人格尊严的行为......教职员对未成年学生和儿童实施体罚或者得变相体罚，情节严重的，由其所在单位或者上级机关给予行政处分”。
虽然有法律禁止，但实际中，体罚学生事件仍时有发生。研究者提及了多种原因：一、传统文化中教师绝对权威的影响，二、法律规定的缺陷。

### 香港
香港在1991年9月起，在一些場所（包括學校）禁止體罰，而家庭內的體罰則按情況而定。
在香港，警務人員會根據父母或祖父母施行體罰期間，體罰程度與子女或孫子女的行為是否合乎比例而決定是否對施行體罰的父母或祖父母作出拘捕及檢控。
自香港政府簽署加入聯合國《兒童權利公約》，承認兒童的權利後，當時的教育署（即現時的教育局）便向全港學校發出指引，禁止教師對學生施以罰站、罰跪、打手板、打身體、罰跑、勞動服務等任何形式的體罰。教育署把進行體罰三次，列入教員紀律性處分。
香港於1991年起把體罰列作刑事罪行以及教師嚴禁遵行事項。《教育規例》第58條規定「教員不得向學生施行體罰」，一經定罪可被判罰5萬元及監禁1年。；另外第243A章《幼兒服務規例》第15條（页面存档备份，存于）及第45R條（页面存档备份，存于）分別訂明：「任何人不得對兒童中心內兒童施行體罰」和「任何人不得對互助幼兒中心內兒童施行體罰」。
1996年3月底，位於沙田的東莞工商總會張煌偉小學的黃姓副校長因為用藤條體罰學生，被法庭判處簽保2千元、守行為18個月及留案底。黃在該小學任教12年，其一半教學生涯在那裡度過，而他在1995年9月被落案起訴至1996年3月法庭判決的半年一直沒有停職，仍在該小學任教。至1996年4月，黃被校方降職，校方需定期撰寫他的報告交予教育署。當年，教育署署長指近5年來收到10多宗體罰的投訴，署方並重申《教育規例》規定不可體罰，違者可引致罰款及可被取消教師資格。
香港法例暫無規管家長對子女施行體罰，嚴重虐兒案件偶有發生，造成人命傷亡。2006年2月16日晚，一名10歲男童懷疑因頑皮而被锁進皮箱裏懲罰，後來母親兩小時後打開皮箱發現孩子呼吸停頓、陷入昏迷，報警送院情況危殆；男童最後延至18日凌晨不治，父母曾被控誤殺，最後獲得緩刑。
根據社會福利署委託香港大學進行關於香港家庭暴力問題的調查顯示，有效回覆的5,049名成人、2,062名12至17歲兒童之中，有約44%父母曾對孩子施行體罰；約32%發生於過去一年內；約22%發生於過去一星期內。進行研究的學者倡議改革香港法律，提出禁止一切兒童體罰、強制對施虐父母進行輔導等建議。某學校也有罰跑兩圈的現象，行政長官林鄭月娥表示起訴教師給予罰跑，發現呼吸停頓，陷入昏迷，撥打999進行治療。事後因有被罰跑的人死亡，警方起訴香港罰跑屬於嚴重性違法，判教師「嚴厲及公正」之處罰。

### 韓國
在韓國，女生和男生法律上都一样可以被体罚，实际上，男女生被打也同样普遍。處罰学生常用藤条，木棍，格尺，通过裤子/裙子打屁股，大多数学生都被要求手腳撐在地上，或者把手放在个硬体（例如，桌子）上，拱起屁股被打。少数时候，学生被打的部分也有大腿前后，小腿，两只手掌。 被打时，会有叭叭响，被打之后，学生的手心（或屁股/腿）会红肿。
最简单的体罚，就是跪在课桌上听课，双手高高地举过头顶做投降状。如果有群体性淘气行为，一大群学生会到黑板旁边的墙角去蹲，双手高举过头顶做投降状，更累人。学生中要是有人还继续说怪话做鬼脸，就要先挨打。通常被处罚的原因有：迟到，成绩差，和老师顶嘴。
打徒手掌摑和拳打很普遍，柳河執導，權相佑主演的《馬粥街殘酷史》等片有呈現。李文烈的《我們醜陋的英雄》；殷熙耕的《漢城兄弟》等韓國小說寫到了教師打中小學生的情況：被打的學生手腳著地做成趴拱形橋，用棍子打屁股。
2002年6月26日，韓國教育部頒布新方案：禁止使用尺、出席簿、掃把、拖把、球具等各種器具打學生，也不能使用拳腳，小學（4年級以上）和初級中學可用直徑1釐米、長度50釐米以下；高級中學可用直徑1.5釐米、長度60釐米以下）的直線型木棒打犯校規的學生，配合基準（規格）的木棒有業者製作和販賣，男生打屁股，女生打大腿，禁止打其他部位，而且不能留下傷痕，小學生每次不能超過5下，初中、高中生每次不能超過10下。
例如2010年7月，韩国首尔一名小学生用手机拍摄的影片曝光，内容是一名中年教师训斥、掌掴一名六年级学生，还将他推倒在地。該段影片在韩国社会上引起一时体罚是否该禁的热议。
2008年，一名男子被警察逮捕後，供稱21年前是10年級高一生時，在某次考試中遭老師指責作弊，打了約100下，長年懷恨於心。後要求該老師道歉被拒，而仇殺之。
2010年11月，首尔市教育厅宣布了体罚禁令。其中明文规定：学校禁止一切体罚行为。此后，京畿道也随之效仿，宣布从2011年3月新学期开始禁止体罚。
2011年1月17日，韩国教育部发布了“学校文化先进化方案”。这个方案的主要内容规定，第一，禁止直接的体罚。直接的体罚是指老师利用身体和道具反复地、持续地、痛苦地折磨学生身体和损伤学生人格的指导方法。第二，允许间接的体罚。间接的体罚是指以训导、教导等为手段，以教育为目的的体罚。比如：到教室后面罚站，到运动场跑几圈，做俯卧撑，口头提醒，发出书面警告，采取隔离措施，布置特别的作业等。第三，实行停止上课的措施来进行惩罚。让犯错误的学生做校内服务和社会服务工作，若之后还没有改善的话，就可以实行停止上课的措施。停止上课的期限，一次以十天为限，一年不能超过三十天。停止上课期间学生按“旷课”处理，为防止停课的学生在校外惹事，校长必须把学生委托给专门的学生咨询机构，让他们负责管理、咨询治疗。同时为了强化家庭共同责任，还实行了“家长咨询制”。

### 日本
日本明治維新后，維持一貫禁止體罰的立場。
第二次世界大戰前，日本推行《小学校令》。第二次世界大戰期間，日本定了《国民学校令》。
日本以教育法令，禁止體罰，但長期有少數教師不守法，對學生進行體罰，包括：
- 打頭：用教鞭、教科書、教材道具、手掌等...打學生的頭。
- 罰站：外面、教室後面、黑板前、自己的座位上...等。
- 掌摑臉頰。
- 用拳頭打臉。
- 打屁股：用竹刀、木刀、竹尺等道具，學生彎腰，兩手放在黑板的溝槽上，突出屁股（其他姿勢:跪姿等...較少）被打。
- 罰跪在自己的座位上。

到1980年代還有。妹尾河童的《少年H》寫到掌摑和拳打，漫畫《哆啦A夢》男主角常被罰站。現在已經很少，偶有個別情況發生。

### 台灣
臺灣於民國96年起以行政命令限制禁止校園中使用體罰。幾年後，綠黨桃園市議員王浩宇曾引用兒少犯罪紀錄指出，校園零體罰之後，中華民國青少年犯罪率下降，因此零體罰導致更多偏差行為的說法沒有根據；不過另一方面，多數的教師和家長依舊支持體罰，反對完全禁止體罰，在零體罰十幾年後，依舊有超過六成的民眾不贊成零體罰，更有四成的民眾認為體罰是必要的管教手段。
学校通常分男生班女生班，似乎男女授受不亲，男女有别。但体罚上，男女几乎一视同仁。在女生班，体罚普遍存在，主要也是以成绩为主。虽是女生，打起来也不遗余力。例如规定7点到校，迟到一分钟打一下。各科考试有订基本分数，不足也是差一分打一下。
李遠哲於1994年主導的教改中實施零體罰，但遭到強烈質疑。中研院士項武忠說：「在沒有有效配套措施下，教育部貿然實施「零體罰」政策，造成教師無法管教學生，校園秩序迅速瓦解」。台北市教師會於2005年所作的一項調查顯示；有六成五家長及七成七教師不支持教育部與教育局「零體罰」的宣示。
2005年《學校訂定教師輔導與管教學生辦法注意事項》規定「教師輔導與管教學生，不得有體罰學生之行為，且不應對學生身心造成傷害」《公立高級中等以下學校教師成績考核辦法》規定：教師體罰或以言語羞辱學生者記過。
據台灣人本教育基金會的數字：
- 1999年：83.4%中小學生在學校被體罰
- 2005年：65.1%中小學生在學校被體罰
- 1999年及2001年，來自父母的體罰佔體罰總數的29%和37.8%。[59]

2005年，台北市教師會調查結果：83%教師認為體罰並不嚴重。77％教師及65%家長不支持市政府的零體罰政策。2006年12月12日台灣立法院通過管碧玲委員提出的《教育基本法》修正案，台灣將禁止學校有任何形式的體罰，成為世界上第109個禁止校園體罰的國家。這就是2006年12月27日，台灣總統發佈的《教育基本法》第8條第2項：「學生之學習權、受教育權、身體自主權及人格發展權，國家應予保障，並使學生不受任何體罰，造成身心之侵害。」修正。完成了禁止體罰的法制化。但是學校還是有體罰，媒體上較常報導的是打屁股、踢踹屁股，都是有瘀傷、紅腫才被報導。就在《教育基本法》禁止體罰修正案取得朝野共識通過當日，台灣花蓮縣中城國民小學教員林玟妝，用73釐米長鋁棒打小學5年級男生的屁股，超過100下。家長提出告訴，經花蓮地方法院在2007年11月29日判刑確定。但2009年1月17日，花蓮縣又發生小學5年級男生被簸箕柄打屁股的事件，引起傳媒大幅報導。台灣立法禁止體罰後，常有學生或學生的家人在體罰現場用手機或數位相機拍攝實景，向媒體、民意代表、教育主管機關申訴。
2019年澎湖縣有案例為父親因兒子說謊，而用塑膠衣架打兒子臀部體罰，家事法庭接納被告抗辯稱行為屬於合理管教。

#### 國民政府時期
除了學校及上方所提及的軍隊外，在白色恐怖年代裡，台灣的監所曾用打屁股處罰違規的犯人。人類學家張光直在回憶錄《蕃薯人的故事》裡寫到，自己因四六事件被關在看守所期間，曾冒犯醫官，差點受到所方打屁股的處罰。

### 美国

美国体罚状况图：
禁止学校体罚

近年来美国体罚已大大减少，目前美国31个州（包括纽约州、华盛顿特区、华盛顿州、内华达州及加利福尼亚州）及哥伦比亚特区禁止体罚，但其余19个州（包括佐治亚州、密西西比州及得克萨斯州）仍然执行体罚。最早禁止体罚的州为新泽西州，最后施行的州为新墨西哥州。一些地方规定，男女学生违反学校规定就要受罚，具体情况各学校不同。比如上课时讲话、迟到、未交作业、嚼口香糖、打手机，打架，对老师无礼等。根据美国教育部人权机构每两年收集的信息，体罚在公立学校发生的比例较大，受体罚的男生比女生多。最常用的体罚是用短木桨打臀部，也有拧耳朵、罚站并双手伸出举着书本、罚跪或以其他不舒服的姿势持续较长时间。小学、初中和高中生都会受罚，但大部分受罚的是初中生。体罚由副校长来执行，小学校由校长执行。体罚一般在校长或者副校长办公室里执行，也有在教室或走廊执行。

## 外在链接
- 學生權益網路聯盟(台灣)
- 體罰與教育
- 儿童体罚问题研究
- International SpankOut Day （英文）